# Tamta
Tamta Goduadze (em georgiano:  თამთა გოდუაძე; em grego:  Τάμτα Γκοντουάτζε, transl.: Támta Nkontouátze Támta Nkontouátze; nascida em 10 de janeiro de 1981, mais conhecida simplesmente como Tamta, é uma cantora georgiana.  Ela alcançou popularidade pela primeira vez na Grécia e no Chipre em 2004 por sua participação no Super Idol da Grécia, na qual ficou em segundo lugar. Ela passou a lançar vários álbuns e singles gráficos na Grécia e no Chipre. Goduadze tornou-se um mentor no X Factor Georgia em 2014 e no The X Factor Greece em 2016.
Ela representou o Chipre no Festival Eurovisão da Canção 2019 com a música "Replay".
Goduadze nasceu e cresceu na Geórgia, onde começou a cantar aos cinco anos de idade.  Quando Goduadze tinha 14 anos, ela se casou com seu namorado de 16 anos e logo deu à luz sua filha Annie.  Ao criar sua filha, ela se formou no ensino médio e frequentou a Universidade Estadual de Tbilisi. Ela e o marido se divorciaram depois de seis anos de casamento, e Goduadze depois deixou a Geórgia com a filha e imigrou para a Grécia.  A mãe de Goduadze e seu irmão mais novo já haviam imigrado para a Grécia, onde sua mãe encontrou trabalho como empregada doméstica. Na Grécia, Goduadze estabeleceu-se em Atenas, mas não possuía autorização de residência. Ela ganhava dinheiro ajudando sua mãe como empregada doméstica.

## Carreira

### 2003-2006:Super Idole começos
Em 2003, enquanto trabalhava como governanta em Atenas , uma das famílias para as quais Goduadze trabalhava, recomendou-a a fazer um teste para o Super Idol , a fim de receber uma autorização de residência.  Ela entrou no show de talentos e, posteriormente, tornou-se finalista.  Goduadze passou a colocar como vice-campeão do show, atrás do vencedor Stavros Konstantinou.  Após sua aparição no Super Idol , Goduadze assinou contrato com a gravadora grega Minos EMI para iniciar uma carreira musical.  Seu primeiro single "Eisai To Allo Mou Miso", com Stavros Konstantinou realizado em 2004 e depois, Goduadze começou a aparecer ao vivo com Antonis Remos e Giorgos Dalaras.
No início de 2006, lançou seu primeiro álbum de estúdio, Tamta, pela MINOS EMI.  No mesmo ano, Goduadze começou a aparecer ao vivo com Thanos Petrelis , Katerina Stanisi e Apostolia Zoi em Apollonas.  Além disso, ela recebeu o prêmio de "Melhor Artista Novo" no Mad Video Music Awards.

### 2007–2009:Agapise me, trilhas sonoras e campanha publicitária
Em janeiro de 2007, a Hellenic Radio and Television (ERT) anunciou a participação de Goduadze na final nacional da Grécia para o Eurovision Song Contest 2007 , competindo com a música " With Love ".  Apesar de ter ficado apenas em terceiro lugar na competição, "With Love" ainda se tornou uma música de grande sucesso na Grécia, alcançando o número dois nos singles gregos.  Seu segundo álbum de estúdio Agapise me foi lançado em 16 de maio de 2007.  No mesmo ano, Goduadze permeou a trilha sonora da TV Latremenoi Mou Geitones , "Ela Sto Ritmo", trilha sonora da campanha publicitária da LACTA, "Mia Stigmi Esu Ki Ego" e tornou-se embaixadora das empresas SKECHERS & AVON Cosmetics.
Em junho de 2008, Goduadze declarou em uma entrevista que gostaria de representar Chipre no Eurovision Song Contest 2009.  Rumores também declararam que a Cyprus Broadcasting Corporation (CyBC) estava em contato com ela desde maio daquele ano.  Em resposta, os meios de comunicação gregos também exigiram que a ERT escolhesse Goduadze para representar a Grécia no Eurovision Song Contest 2009 , após suspeitas de favoritismo dos países do bloco oriental no Eurovision Song Contest 2008, onde Kalomira terminou em terceiro lugar.  Os rumores acabaram por não se materializar e a ERT escolheu Sakis Rouvas para o Concurso de 2009.
No início de 2009, Goduadze lançou o single "Koita me" para rádios como o primeiro single do seu próximo álbum.

### 2010–2013:Tharros i alitheiaeRENT
Em março de 2010, lançou seu terceiro álbum de estúdio "Tharros I Alitheia".  Além disso, Goduadze realou um single com o mesmo nome feautirng Sakis Rouvas.  No mesmo ano, lançou mais dois singles, "Egoista", com a ajuda de Isaias Matiaba e "Fotia".  Por uma temporada (2010-2011), Goduadze tocou na versão grega do musical RENT.  Em 2011, Goduadze realizou dois singles: "Zise To Apisteuto" e "Tonight" feat.  Claydee & Playmen.  No mesmo ano, viveu aparições em Salónica com Sakis Rouvas e Eleni Foureira.  Em 2012, ela realizou dois singles: "Niose Tin Kardia" e "Konta Sou".  Em 2013, singles realased "S 'Agapao" e "Pare Me".  Além disso, na temporada 2013-2014, Goduadze viveu apresentações no Teatro Music Hall de Atenas com Paola , Pantelis Pantelidis e Stan.

### 2014 – presente:Fator X,Cabaré,Tamta X Attrativoe Eurovisão
Em 2014, Goduadze lançou singles "Gennithika Gia Sena", com Xenia Ghali e "Den Eimai Oti Nomizeis".  Na temporada 2014-2015, ela foi jurada e mentora no X Factor Georgia.  Em 2015, Goduadze lançou o single "Unloved", que foi destinado para a participação grega no Eurovision Song Contest 2015.  Em 2016, Goduadze lançou o single "To Kati Parapano".  De abril de 2016 a abril de 2017, foi jurada e mentora no The X Factor Greece.
Além disso, em 2017, lançou singles "Protimo", "Ilious Kai Thalasses" e "More Than A Summer Love" (versão em inglês do Ilious Kai Thalasses).  A temporada 2017-2018, Goduadze desempenhou o papel de Shally Bowles na versão grega do musical "Cabaret".  Em 2018, Goduadze viveu aparições na CAIXA Atenas com Melisses , DJ Young, Konnie Metaxa e Animando.  Mais tarde naquele ano, ela fez singles "Arxes Kalokairiou" com uma versão em inglês "Tag You In My Sky" e a trilha sonora do filme "Batchelor", "Na Me Pareis Makria".  No final de 2018, Goduadze lançou sua primeira coleção de roupas com a Atrattivo.
Em dezembro de 2018, foi revelado que Goduadze representaria Chipre no Festival Eurovisão da Canção 2019 com a música " Replay ".  Goduadze já havia recebido a chance de representar Chipre no Festival Eurovisão da Canção 2018 com a música " Fuego ", mas recusou a oferta devido a problemas de agendamento.  A cantora grega Eleni Foureira passou a representar o país, ficando em segundo lugar na competição, o melhor resultado de Chipre de todos os tempos.  Ambas as canções foram escritas pelo compositor grego-sueco Alex P. O videoclipe foi lançado em 5 de março de 2019.